# Nieautoryzowane osiedle

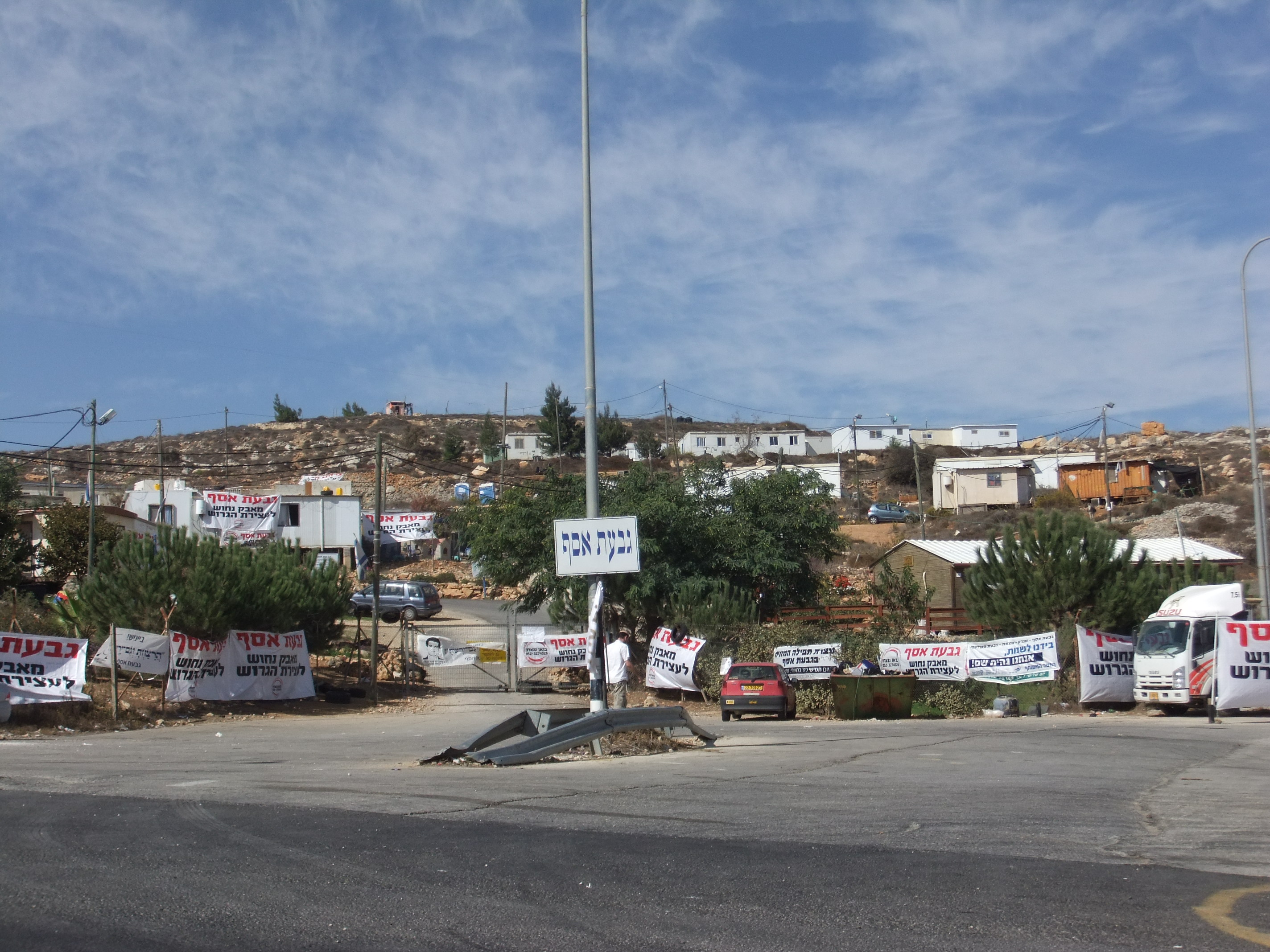
Nieautoryzowane osiedle Giwat Asaf

Nieautoryzowane osiedle (ang. outpost, heb. מאחז, ma’achaz, dosł. przyczółek) – nielegalne osiedle żydowskie na Zachodnim Brzegu, które nie posiada oficjalnej autoryzacji rządu Izraela, zgodnej z izraelskimi wytycznymi dotyczącymi planowania i powoływania do życia osiedla.
W myśl prawa międzynarodowego żadne żydowskie osiedle znajdujące się na obszarze Zachodniego Brzegu nie jest legalne. Zgodnie z postanowieniami II porozumienia z Oslo osiedla żydowskie są jednym z kilku elementów wyjętych spod jurysdykcji Autonomii Palestyńskiej.
Specjalny sprawozdawca ONZ ds. sytuacji w zakresie praw człowieka na okupowanych terytoriach palestyńskich Michael Lynk w 2021 roku podkreślił, że wszystkie osiedla na Zachodnim Brzegu i we Wschodniej Jerozolimie stanowią naruszenie Statutu Rzymskiego Międzynarodowego Trybunału Karnego i noszą znamiona zbrodni wojennej.

## Historia
Raport Sason podaje, że nieautoryzowane osiedla na Zachodnim Brzegu powstawać zaczęły na początku lat 90. XX wieku, kiedy budowa osiedli została wstrzymana przez lewicowy drugi rząd Icchaka Rabina. Była to reakcja osadników na wydawanie zbyt małej ilości pozwoleń na budowę domów i rozrost osiedli. Rabin chciał zminimalizować udział rządu w zwiększaniu izraelskiej obecności w Judei i Samarii. Przed rządami lewicy w to przedsięwzięcie zaangażowane były organy państwowe i pozarządowe takie jak: Ministerstwo Budownictwa i Mieszkalnictwa, Ministerstwo Obrony, administracja cywilna Sił Obronnych Izraela, doradca Ministra Obrony ds. osadnictwa, Wydział Osadnictwa Światowej Organizacji Syjonistycznej.
Według raportu w latach 2000–2004 Ministerstwo Budownictwa i Mieszkalnictwa wydało na nieautoryzowane osiedla kwotę 71 800 000 szekli, co według Centrum Molad nie jest sumą ostateczną, do której należy dodać wydatki poczynione przez inne organizacje międzynarodowe i jednostki samorządów regionalnych.

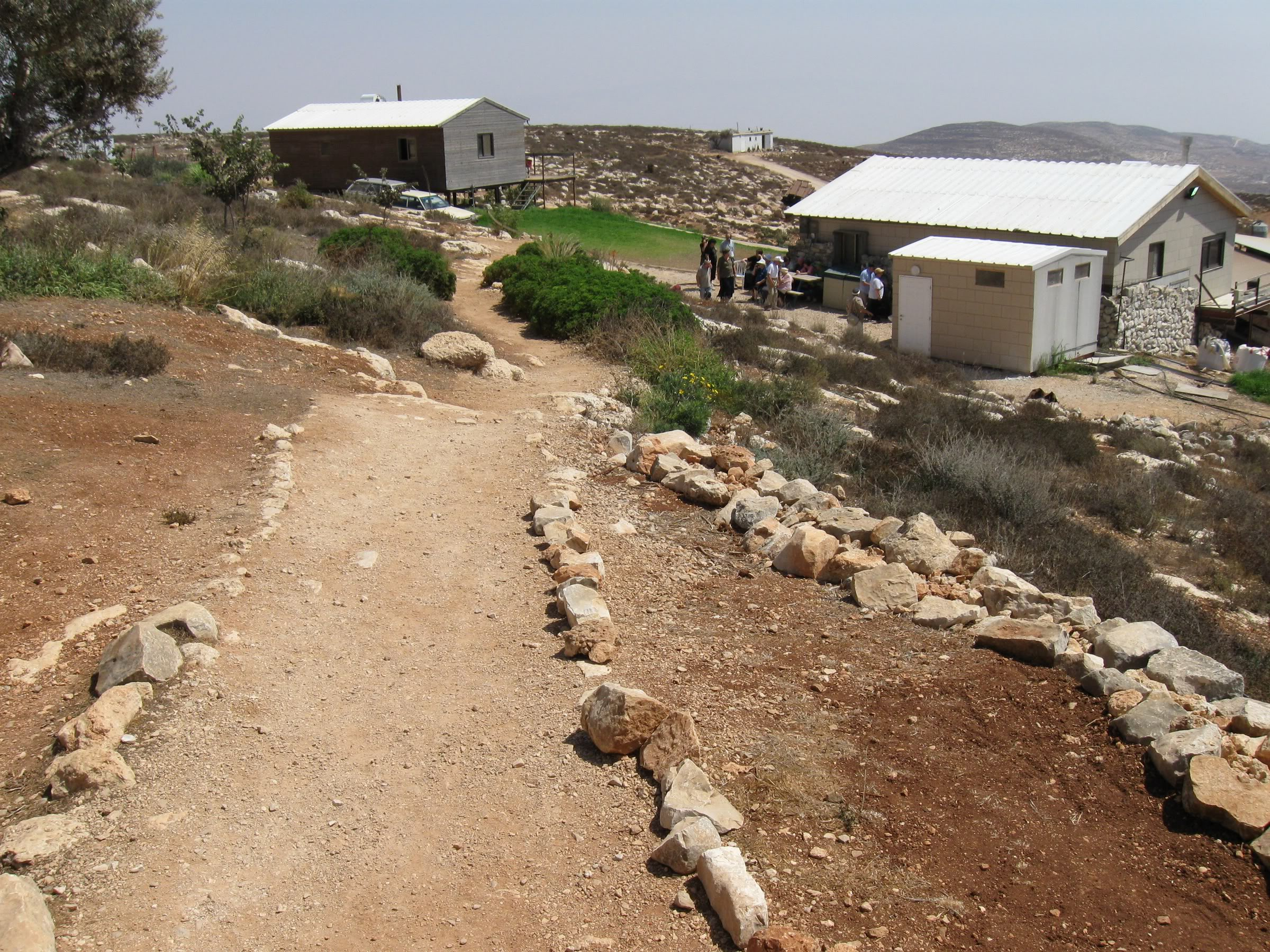
Przykład domów w nieautoryzowanym osiedlu

Jednak jak pisze Elisza Efrat, większość rządów Izraela było zaangażowanych pośrednio, przed administrację, lub bezpośrednio w rozwój nielegalnych osiedli. Oprócz wymienionych powyżej instytucji wspierających, Efrat dodał również Ministerstwo Edukacji, które wspiera budowanie szkół oraz przedszkoli w przyczółkach, a także oferuje wsparcie dla nauczycieli w nich pracujących. Kolejną strukturą wspierającą jest armia. Mimo nielegalnego statusu osiedli wojsko jest zaangażowane w ich ochronę oraz dbanie o bezpieczeństwo na drogach do nich wiodących. Wiąże się to często z tworzeniem punktów kontrolnych na drogach lub budowaniu prowizorycznych płotów chroniących przejeżdżające auta .
Rząd Ehuda Baraka (1999–2001) zapowiedział likwidację wszystkich nielegalnych przyczółków na Zachodnim Brzegu, jednak ostatecznie plany skończyły się na wstrzymaniu pozwoleń na budowę nowych domów. W 2002 roku, gazeta „Ha-Arec” podała, że 70 ze wszystkich istniejących przyczółków jest własnością firmy budowlanej Amana, która związana jest z osadniczą Radą Jesza . W 2004 roku nieautoryzowanych osiedli w Judei i Samarii było już 99. Premier Ariel Szaron obiecał, że jeżeli dojdzie do jednostronnego wycofania ze Strefy Gazy i Północnej Samarii, to zarządzi on wycofanie wszystkich nieautoryzowanych osiedli. Mimo to, presja Stanów Zjednoczonych skoncentrowana była na Gazie, a nie na nielegalnych przyczółkach. Z kolei ewakuacja osiedli ze Strefy Gazy sprawiła tyle kłopotów służbom państwowym i charakteryzowała się tak dużą agresją osadników, że Szaron zaniechał likwidacji przyczółków.
W 2022 roku minister obrony Beni Ganc ostrzegł, że rząd Bennetta i Lapida postrzega nieautoryzowane osiedla jako nielegalne i służby bezpieczeństwa są przygotowane do przeciwdziałania nowym, nielegalnym osiedlom . Stanowisko to związane jest ze zniszczeniem nielegalnego osiedla Ramat Migron. Decyzja ta była rezultatem fali ataków osadników na Palestyńczyków lub ich mienie  .

## Warunki legalizacji osiedla
Aby osiedle zostało uznane za legalne w myśl prawa izraelskiego musi spełnić kilka wymaganych warunków:
- decyzja o powstaniu osiedla musi zapaść na szczeblu rządowym. Wymagana jest tu rezolucja uchwalana przez rząd przy uwzględnieniu czynników ekonomicznych, transportowych, bezpieczeństwa, politycznych i społecznych,
- drugim czynnikiem jest wymóg powstania osiedla na tzw. ziemi państwowej[a]. Opiera się to na wyroku Sądu Najwyższego z 1979 roku w sprawie osiedla Elon More,
- po trzecie, osiedle musi posiadać skonkretyzowany plan zagospodarowania przestrzennego,
- czwartym wymogiem jest określenie granic jurysdykcji przez dowódcę obszaru Judei i Samarii,
- dodatkowo Ministerstwo Obrony musi wydać opinię dotyczącą kwestii bezpieczeństwa przyszłych osadników.

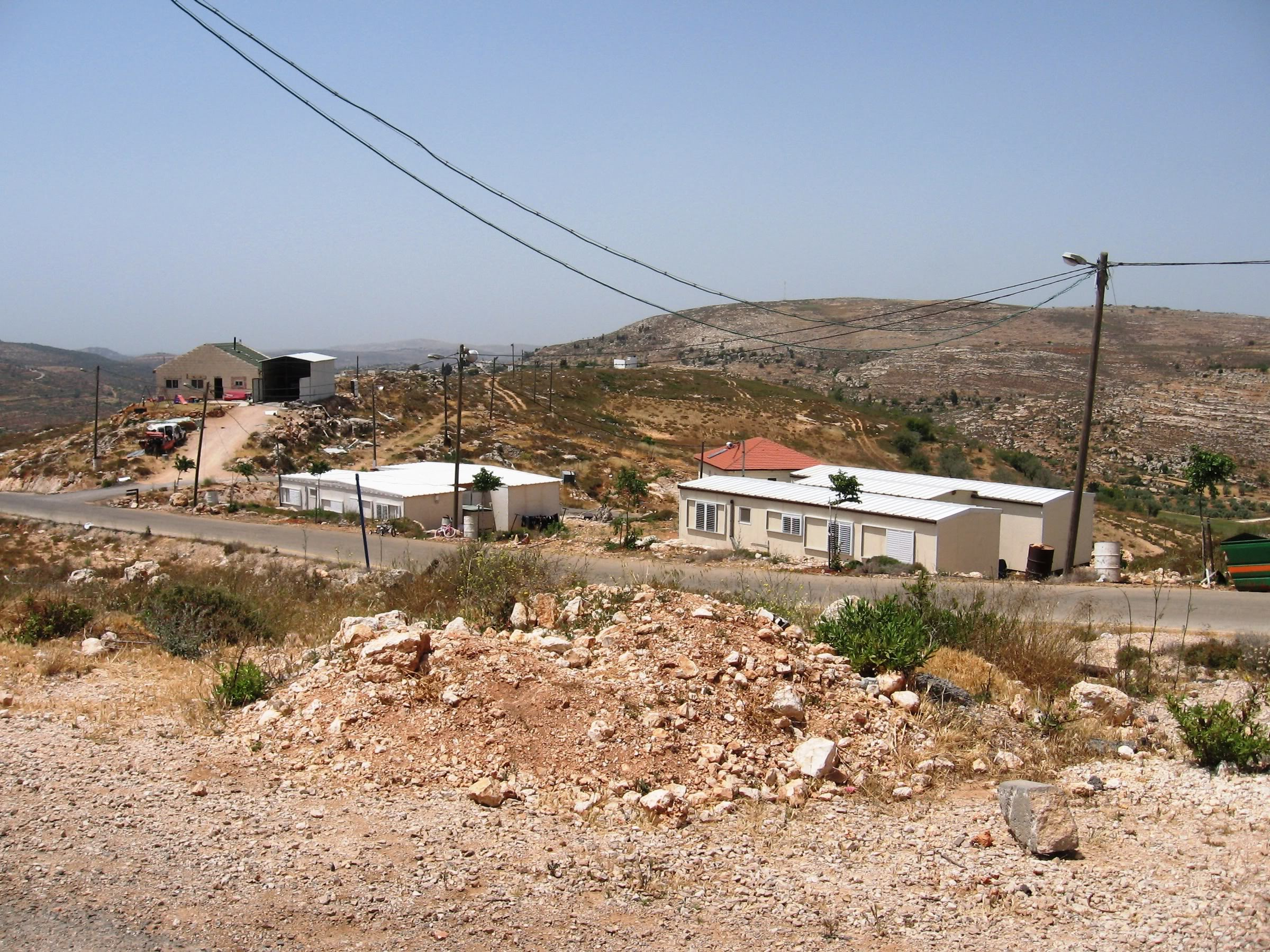
Achija

Kluczowe znaczenie ma tu także prawo własności ziemi. Zgodnie z Prawem zasadniczym: Godność ludzka i wolność, dowódca obszaru Judei i Samarii zobowiązany jest respektować i chronić prawo własności Palestyńczyków. W związku z tym, żadne osiedle nie może powstać na ziemi, która nie jest państwowa, która jest własnością palestyńską lub terenem spornym.
W 2011 roku Sąd Najwyższy w Izraelu zobowiązał rząd do ewakuacji wszystkich przyczółków, które powstały na palestyńskiej ziemi. Mimo to, premier Binjamin Netanjahu stwierdził, że to on reprezentuje rząd państwa i będzie wspierał rozwój wszystkich osiedli dopóki będą planowane zgodnie z planem. Netanjahu jednocześnie zaznaczył, że nie wstrzyma żadnych rozpoczętych budów domów  .
W styczniu 2012 roku premier Netanjahu zlecił specjalnej komisji zbadanie legalności istnienia przyczółków. W tym samym roku doszło do publikacji Raportu Lewiego. Wykazał on, że Izrael ma pełne prawo do budowy i rozwoju wszystkich osiedli na Zachodnim Brzegu. Dokument zaznaczył, iż nieautoryzowane osiedla powstawały bez wiedzy rządu, ale przy pomocy instytucji rządowych i administracji publicznej, co daje podstawy do uznania je za legalne. Raport zalecił na przyszłość skupienie wszystkich kompetencji dotyczących planowania i legalizacji w ramach rady ministrów. Dodatkowo twórcy dokumentu zarekomendowali rozpoczęcie autoryzowania przyczółków .
W 2017 roku, po ewakuacji Amony, rząd przegłosował Prawo regulujące osadnictwo w Judei i Samarii. Pozwala ono na retroaktywne regulowanie statusu gruntów osiedli, które powstały na ziemi o niejasnym statusie.
W 2018 roku Prokurator Generalny Izraela wydał opinię, która w myśl Prawa regulacji pozwala na stosowanie tzw. „doktryny rynkowej regulacji”. Daje ona prawo legalizacji nielegalnego osiedla jeżeli zostało założone w „dobrej wierze” lub przez przypadek na cudzej ziemi, ale charakteryzuje się przepływem aktywów.
W 2020 roku Sąd Najwyższy Izraela uznał, że Prawo regulujące osadnictwo w Judei i Samarii narusza prawo własności Palestyńczyków i w sposób nieuzasadniony faworyzuje Izraelczyków. Swoją decyzją Sąd Najwyższy uchylił obowiązywanie tego prawa  .

### Charakterystyka nieautoryzowanego osiedla

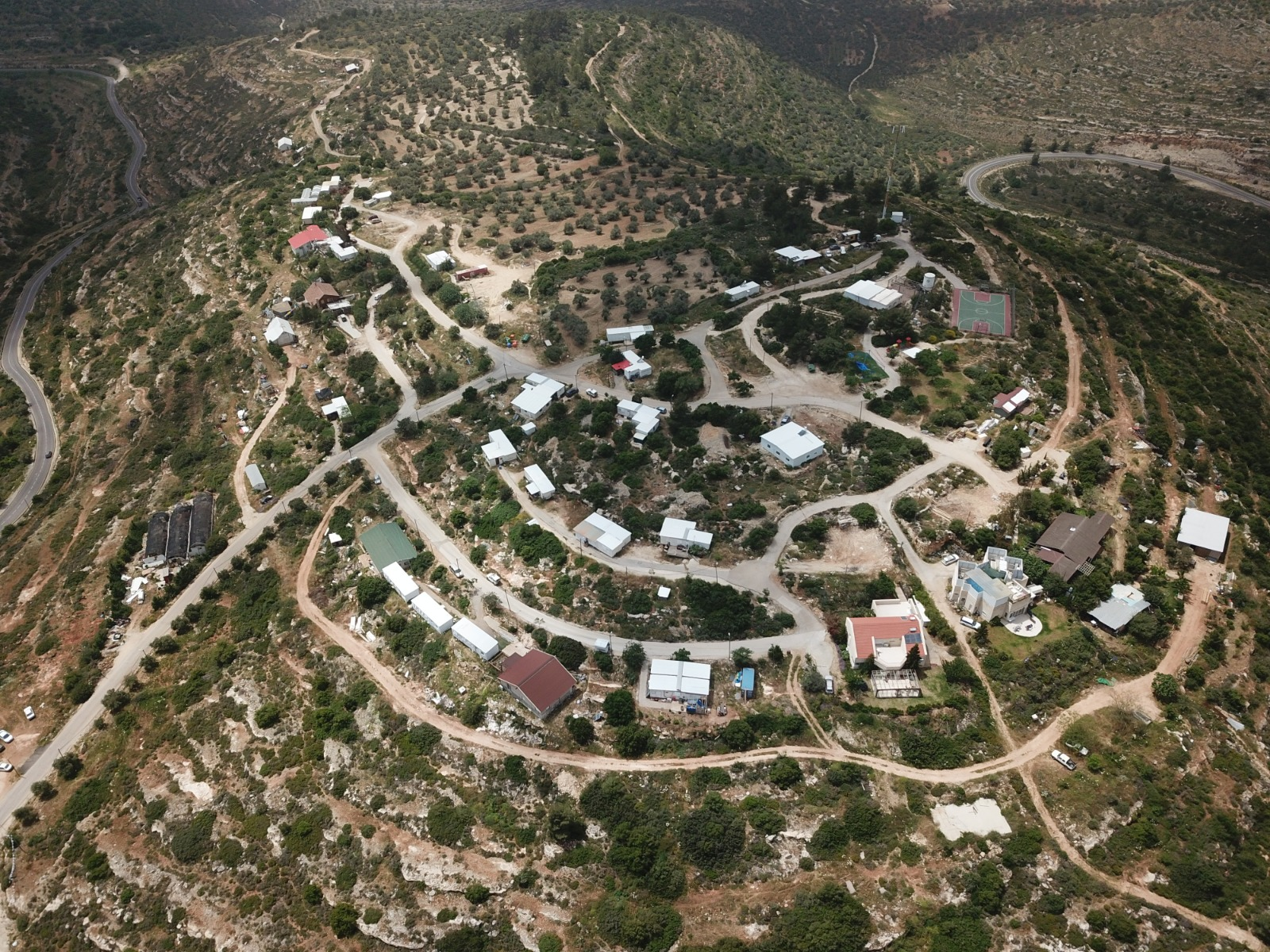
Przyczółek Nerijja

Zgodnie z raportem Sason, nieautoryzowane osiedle nie spełnia żadnego z powyższych warunków lub jednego z nich. Brak autoryzacji sprawia, że takie osiedle jest nielegalne nawet w świetle prawa izraelskiego, obojętnie czy powstało na terenie Zachodniego Brzegu, czy też na terytorium Izraela. Raport wymienia kilka cech charakterystycznych takiego osiedla:
- rząd nie podjął decyzji o powstaniu takiego osiedla, ani go nie autoryzował,
- osiedle powstało bez żadnego planu zagospodarowania oraz bez planu rozwoju,
- nieautoryzowane osiedle nie jest częścią żadnego osiedla w pobliżu. Na ogół funkcjonuje w odległości kilkuset metrów,
- większość z takich osiedli powstało w latach 90. XX wieku, a w szczególności w ich połowie, po podpisaniu porozumień z Palestyńczykami,
- ze względu na niejasny charakter prawny lub nielegalny status, wielu mieszkańców nieautoryzowanych osiedli nie płaci podatków za grunt, dom[5].

## Powstawanie nieautoryzowanego osiedla

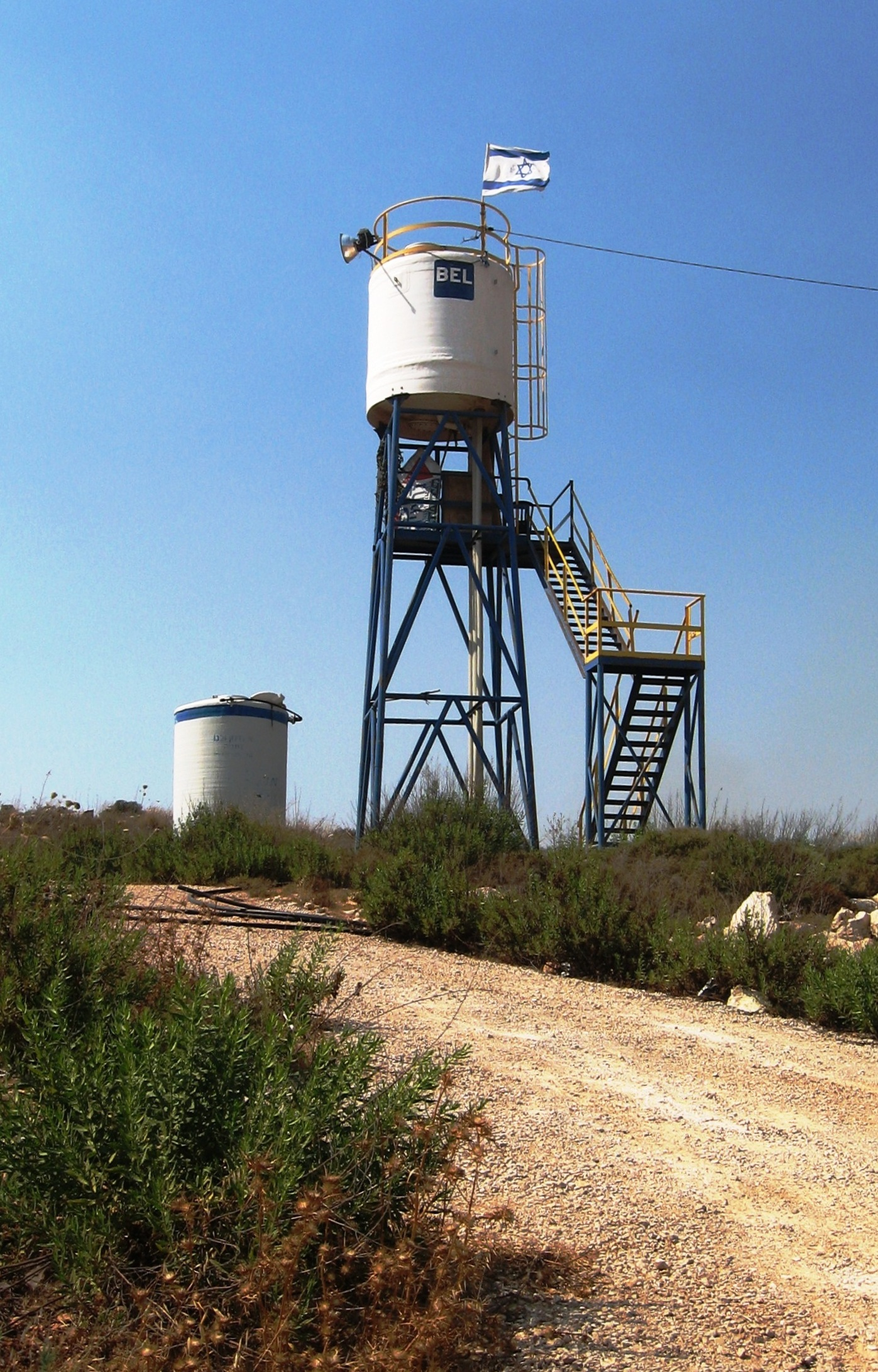
Zbiornik na wodę w Nofej Nechemia

Według raportu, nieautoryzowane osiedla powstają z pełnym pogwałceniem prawa. Jest to polityka faktów zastanych, a osadnicy wysuwają wobec rządu bezprawne żądania wobec zamieszkiwanej ziemi. Bardzo często zaangażowane są w ten proceder inne podmioty, organizacje i firmy. Najczęściej powstanie nieautoryzowanego osiedla zaczyna się od budowy anteny lub zbiorników na wodę dla pobliskiego osiedla. Kolejnym krokiem jest prośba o podłączenie do sieci elektrycznej i prośba o możliwość ochrony miejsca. Następnie pojawia się utwardzona droga, co umożliwia przywiezienie karawanów lub domów modułowych na miejsce.
Sasson podała, że innym sposobem na powstanie nieautoryzowanego osiedla jest prośba o założenie farmy lub pastwisk. Po otrzymaniu zgodny na uprawę ziemi i autoryzacji decyzji w Ministerstwie Obrony rolnik buduje dom. Po pewnym czasie budowane są w okolicy kolejne domy, które powstają już bez pozwolenia. Do powstania nieautoryzowanego osiedla wykorzystuje się także budowę placówki edukacyjnej, do której z czasem prowadzają się rodziny pracowników, powiększając tym samym osiedle. Wydział Osadnictwa Światowej Organizacji Syjonistycznej również przekazuje ziemię pod wypas bydła lub rolnictwo. Oficjalne dokumenty i umowy tej struktury zaznaczają, że przekazana ziemia przeznaczona jest na wspomniane cele. Jednak analizy zdjęć satelitarnych wykonane przez organizację Pokój Teraz wskazują, że zapisy te nie są egzekwowane i dochodzi do ich łamania .

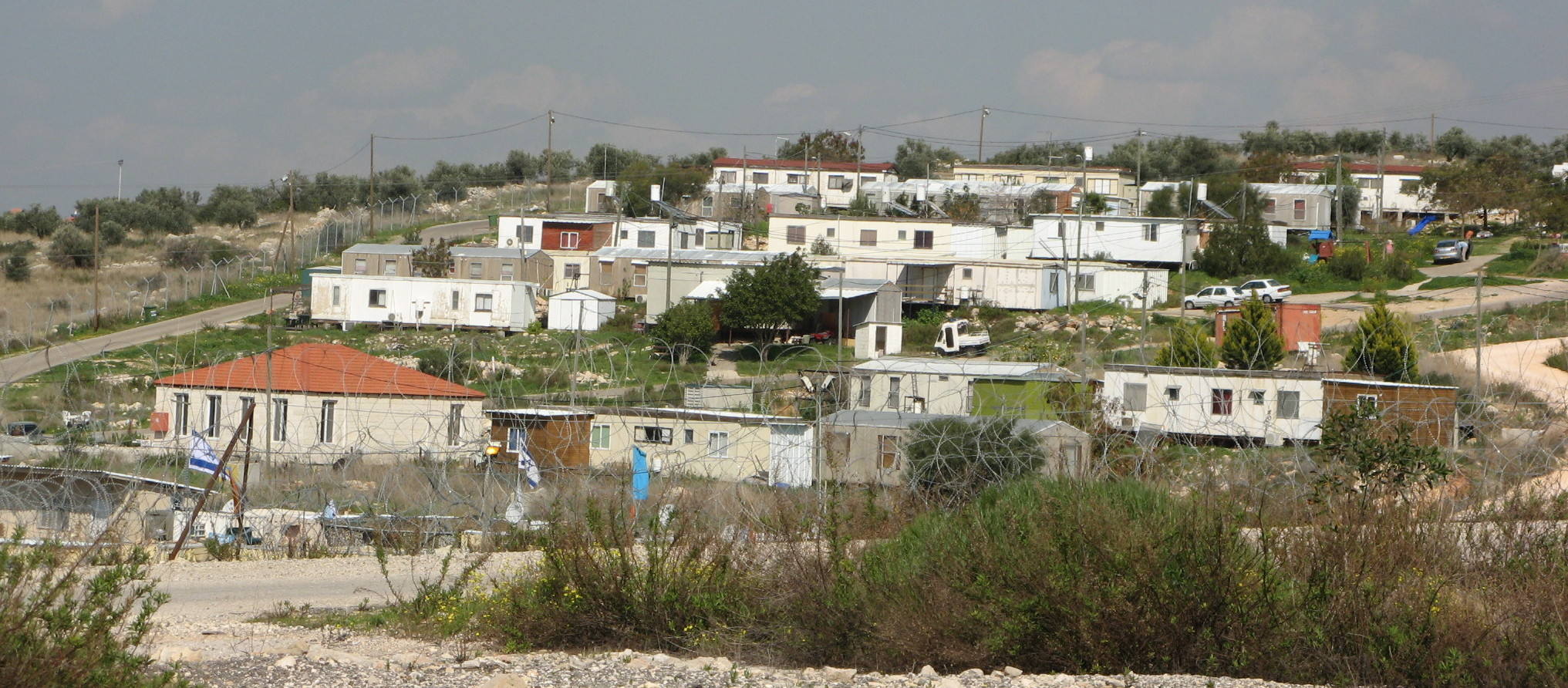
Magen Dan

Innym sposobem jest tworzenie tzw. dzielnicy lub sąsiedztwa. Obok istniejącego osiedla lub w odległości kilkuset metrów tworzony jest przyczółek nazwany jak osiedle z dodatkiem mającym świadczyć o rozroście, np. Tekoa i przyległe Tekoa B-C, Tekoa D, Tekoa E, Szewut Rachel i Szewut Rachel Mizrach, czy Bat Ajin i Bat Ajin Mizrach i Bat Ajin Ma’araw. Po upływie czasu żadne z tych sąsiedztw, będące poza granicami jurysdykcji właściwego osiedla, nie staje się jego częścią. Jak podaje Sasson, w takim wypadku fundusze wydzielane dla osiedli są później przez rady lokalne kierowane do przyczółków. Jeżeli nie doszło do ewakuacji nieautoryzowanego osiedla, to doradca ministra obrony ds. osadnictwa prosi Wydział Osadnictwa Światowej Organizacji Syjonistycznej o wydzielenie specjalnych funduszy na takie osiedle.
Przyczółki są tworzone także w reakcji na ataki Palestyńczyków na osadników, jak w przypadku Amony czy Giwat Asaf . Po ataku Hamasu na Izrael w październiku 2023 roku osadnicy wykorzystywali fakt zainteresowania opinii międzynarodowej trwającym w Strefie Gazy konfliktem i podjęli działania na rzecz powstania nowych, nielegalnych miejscowości. Według Al-Dżaziry od października 2023 roku do marca 2024 roku stworzono 15 nieautoryzowanych osiedli i 18 dróg. Doprowadziło to do wykluczenia 15 miejscowości palestyńskich . W tym czasie również izraelski rząd zalegalizował trzy nieautoryzowane osiedla.
Nieautoryzowane osiedla powstają oddolnie, często z prywatnej inicjatywy. Wiele z nich przerywa ciągłość terytorialną Autonomii Palestyńskiej. Dzielą one tereny Palestyńczyków, rozbijając je na mniejsze, wyizolowane obszary, powodując brak ciągłości obszaru administracyjnego, prawnego i samorządowego. Takie przyczółki mają na celu np. ochronę dróg prowadzących do innych osiedli lub poligonom wojskowym.

## Lista nieautoryzowanych osiedli
- Awigail
- Derech ha-Awot
- Malachej ha-Szalom
- Alej Ajn
- Ahawat Chaim
- Ha-Har
- Ma’oz Cwi
- Ammona (ewakuowana)
- Um Zuka
- Ha-Chawa szel Skali
- Ma’ale Chagit
- Ofra Cafon-Mizrach
- Achuzat Szalhewet
- Ha-Chawa szel Szabatai
- Ma’ale Jisra’el
- Asa’el
- Achija
- Ha-Jowel
- Ma’ale Amos Ma’araw
- Palgej Ma’im
- Ibej ha-Nachal
- Ha-Nekuda
- Ma’ale Rechawam
- Pene Kedem
- Itamar 573
- Ha-Karon
- Ma’ale Szlomo
- Cofim Cafon
- Alonej Szilo
- Har Chemed
- Micpe Dani
- Cur Szalem
- Esz Kodesz
- Ha-Ro’e
- Micpe Ja’ir
- Kedem Arawa
- Bejt El Mizrach
- Zajit Ra’anan
- Micpe Jichar
- Kida
- Bejt ha-Kneset ha-Atika Susia
- Chan Erec ha-Mirdafim
- Micpe Jericho Cafon-Mizrach
- Ramat Gilad
- Bnej Adam
- Chawat Ja’ir
- Micpe Karmim
- Szacharit
- Bracha A
- Chawat Jiszuw ha-Da’at
- Micpe Lachisz
- Szirat Esewim
- Bat Ajin Mizrach
- Chawat Mor
- Micpe Ro’i
- Tapuach Ma’araw
- Bat Ajin Ma’araw
- Chawat Ma’on
- Merom Ajalon (ewakuowany)
- Tekoa B-C
- Bitronot
- Chawat Omer
- Masu’ot Jicchak ha-Jaszana
- Tekoa D
- Dżabel Artis
- Chawat Kaszu’ela
- Miszpatej Erec
- Tekoa E
- Giwa 725
- Chawat Tajasir
- N.G. 468
- Talmej Chaim
- Giwa 777/Giwat Arnon
- Cheruti
- Newe Achi
- Ramat ha-Szlosza
- Giwa 782
- Charesza
- Newe Erez
- Asa’el Ma’araw
- Giwa 836
- Kochaw Ja’akow Mizrach
- Newe Dani’el Cafon (Sde Bo’az)
- Chawat Gilad
- Giwa 851
- Kochaw Ja’akow Ma’araw
- Nof Harim
- Sede Bar
- Gwa’ot Olam
- Karmej Doron
- Nof Neszer
- Mewo’ot Jericho
- Giwat Awichaj
- Lehawat Jichar
- Nofej Nechemia
- Giwat Asaf
- Ma’achaz Gal
- Nofej Prat Darom
- Giwat ha-Dagan
- Mewo’ot Jericho
- Nachalat Josef
- Giwat Hachisz
- Magen Dan
- Nerijja
- Giwat Harel
- Migron
- Susia Cafon-Ma’araw
- Giwat ha-Tamar
- Mul Newo
- Sne Ja’akow
- Giwat Sal’it
- Mechina Ma’ale Efrajim
- Ade Ad